# 浅虫温泉ねぶた祭り

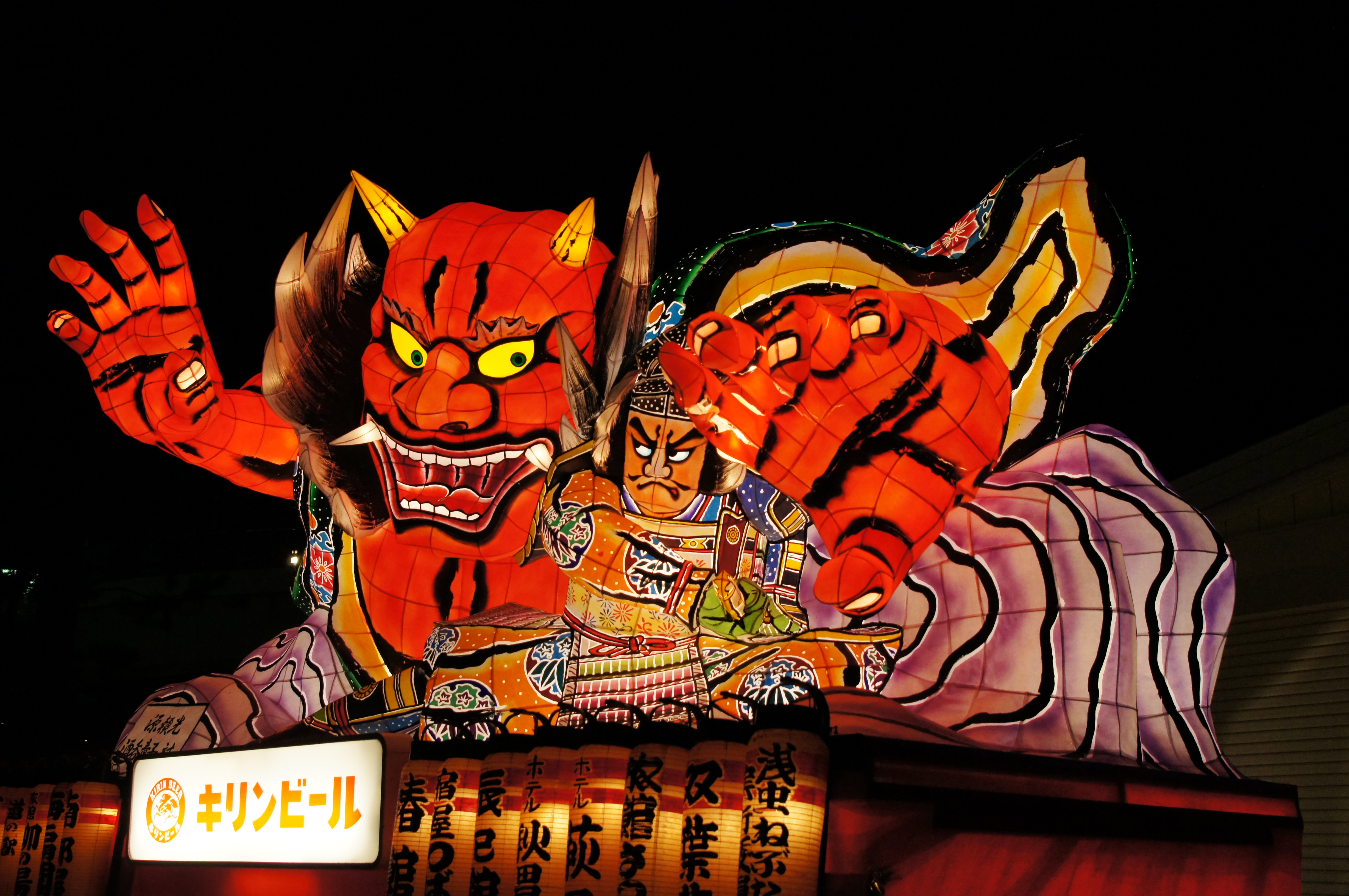
浅虫ねぶた

浅虫温泉ねぶた祭とは、青森県青森市浅虫蛍谷にある浅虫温泉で行われるイベントである。ねぶたとは、青森や弘前などで行われる夏祭りの一種で、ここ浅虫温泉は発祥の地の一つとされる。４台のねぶたに加えて化人（ばけと）という仮装した踊り子が参加することもある。2019年には計50回目の開催を数えた。

## 概要
毎年7月13、14日と8月14日の三日間開催される。最大の特徴は前述した化人（ばけと）であり、通常のねぶた衣装をきた人々の中に仮装した人物が混ざっているのはとりわけ異質で、ねぶたとともに祭りの中核をなしている。温泉街でもあり、宿泊客に無料でねぶた衣装を貸し出すサービスが行われている。2020年の開催は新型コロナウイルスの影響で中止となった。